# 阿茨巴赫河 (伊薩爾河支流)
47°42′33″N 11°33′41″E / 47.709126°N 11.561387°E

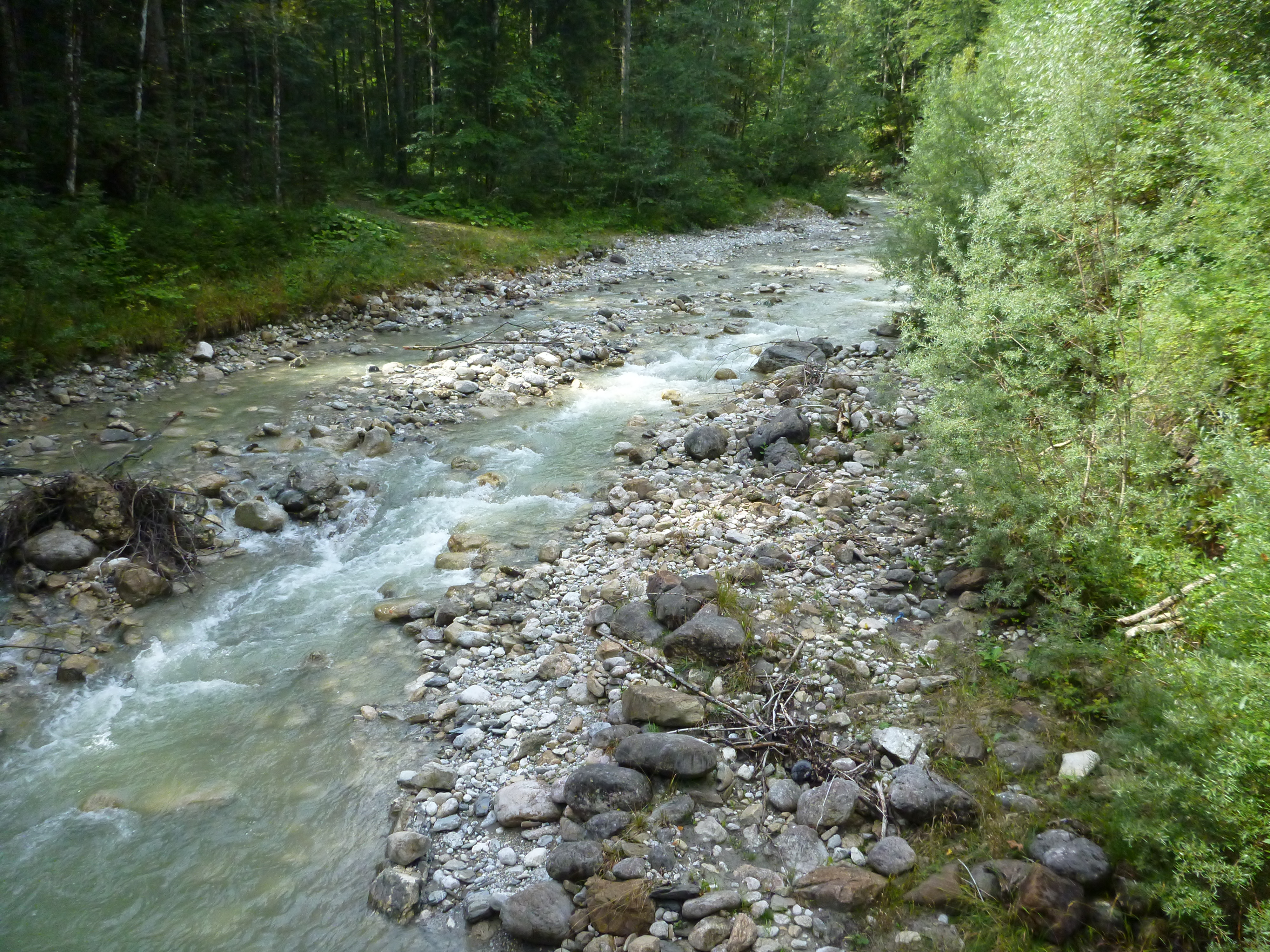
阿茨巴赫河

阿茨巴赫河（德語：Arzbach），是德國的河流，位於該國東南部，由巴伐利亞負責管轄，屬於伊薩爾河的左支流，流經巴特特爾茨-沃爾夫拉茨豪森縣，河道全長9.5公里。